# Bulgenbach
Bulgenbach ist ein Weiler der zum Ortsteil Staufen der Gemeinde Grafenhausen im Landkreis Waldshut im Südschwarzwald gehört.

## Lage
Der Grafenhausener Ortsteil Staufen liegt am Ostabhang des 1035 m hohen Staufenkopfes und zählt mit dem Teilort Bulgenbach ca. 130 Einwohner. Die gemeinsame Gemarkung hat eine Fläche von 439 Hektar.

## Geschichte
Die älteste bekannte urkundliche Nennung des Ortes datiert von 1269. Bulgenbach gehörte zur sankt-blasischen Reichsherrschaft Bonndorf und war dort Teil des Obervogteiamtes Gutenburg/Vogtei Berauerberg.
Bulgenbach und die Häuser Heidenmühle und  im Mettmatal gehörten bis zur Eingemeindung 1974 zur ehemaligen Gemeinde Staufen. Das Wappen von Staufen zeigt den steigenden Hirsch des Klosters St. Blasien und einen Bundschuh als Hinweis auf den Bauernführer Hans Müller von Bulgenbach.
Zum Gedenken an den Bauernführer Hans Müller wurde in Bulgenbach der Hans-Müller-Weg nach ihm benannt und am Platz an dem bis 1911 sein Anwesen stand ein Gedenkstein errichtet. ⊙
Die Sankt Laurentius Kirche wurde 1875 als Notkirche erbaut, da die römisch-katholischen Christen die Kirche im mehrheitlich altkatholischen Brenden räumen mussten.

## Literatur

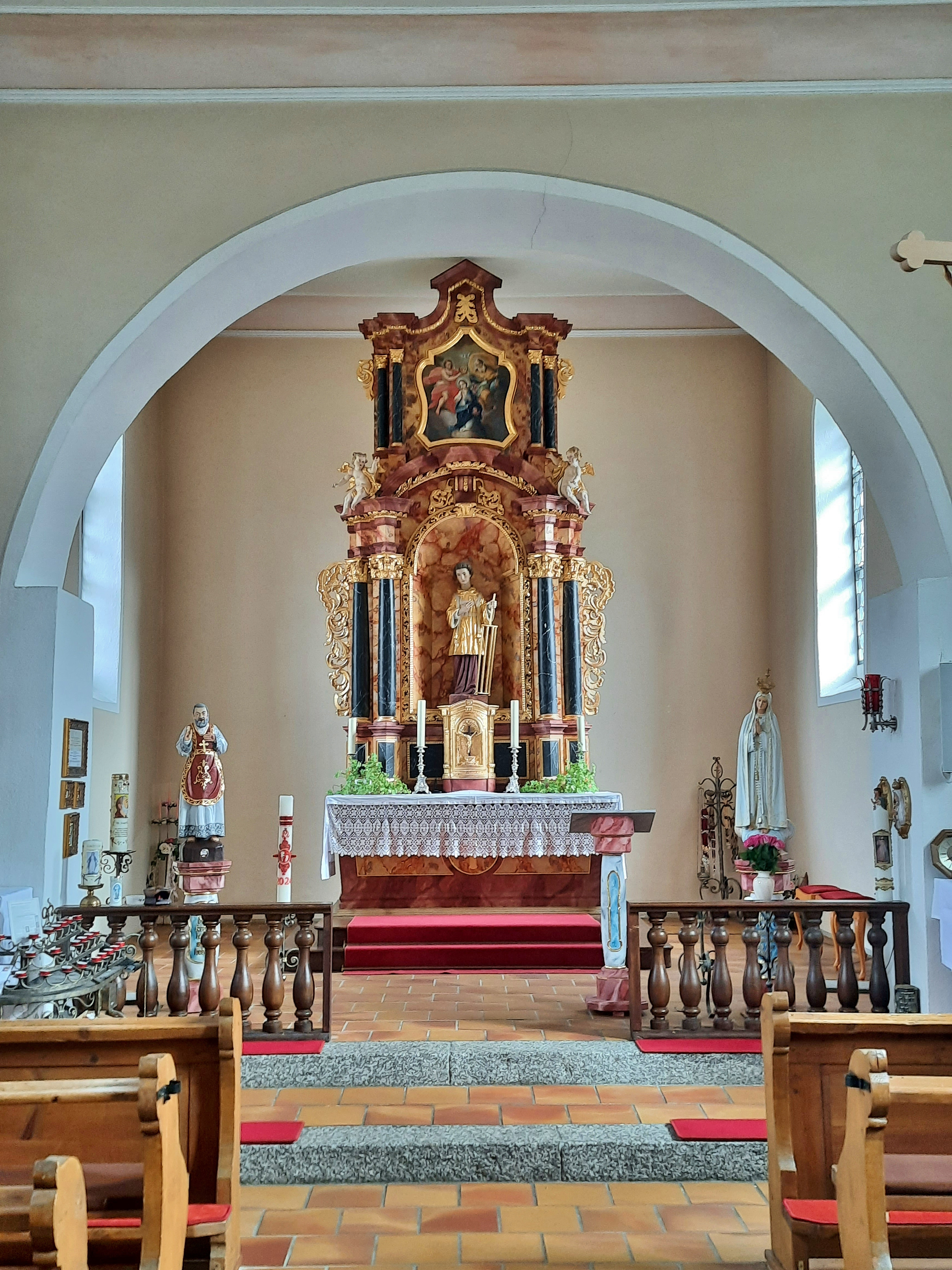
Blick auf den Altar der Sankt-Laurentius-Kirche in Bulgenbach.